# Reinhold Leßmann
Reinhold Leßmann (auch: Reinhold Lessmann; * 5. September 1915 in Hannover; † 3. März 2004 ebenda) war ein deutscher Fotograf.

## Leben und Werk
Der 1915 geborene Leßmann konnte sich mitten im Zweiten Weltkrieg selbständig machen: Als Unternehmer trug er sich am 7. Juni 1944 in das Handelsregister unter der Nummer HRA 15771 beim Amtsgericht Hannover ein. Sein Atelier Studio 55 Reinhold Leßmann
Auch in der Nachkriegszeit durfte Leßmann offenbar schon mit Genehmigung der Britischen Militärregierung seinem Gewerbe nachgehen: 1947 entstand sein Foto von der Demontage der Vereinigten Aluminiumwerke (VAW) in Laatzen.
Nach der Währungsreform und kurz nach der Gründung der Bundesrepublik Deutschland heiratete Leßmann am 30. Juni 1949. Das Genealogische Handbuch des Adels verzeichnete den Sitz des Werbefotografen in der Güntherstraße 43 im hannoverschen Stadtteil Waldhausen.
Leßmanns Aufnahmen, darunter von dem niedersächsischen Ministerpräsidenten Hinrich Wilhelm Kopf in dessen Arbeitszimmer aus dem Jahr 1951, finden sich beispielsweise im Archiv der Deutschen Presse-Agentur (dpa) und im Historischen Museum Hannover.
1952 erschien das mit Illustrationen des ungarischen Zeichners Rudolf Járai bei Hofmann in Schorndorf bei Stuttgart erschienene Werk Die Aktpalette. Über 50 Akt-Aufnahmen und Zeichnungen.
Gemeinsam mit Edmund Lill lieferte Leßmann die Fotos für das 1961 von Doris Reichmann in Neuauflage in Frankfurt am Main bei Limpert erschienene Buch Gymnastik mit den Kleinsten. Ein Lehrbuch der Säuglingsgymnastik.
Mit den Texten von Ehrtfried Böhm erschien 1967 im Steinbock-Verlag Leßmanns Bildband neue plastik in hannover. Kunstsinn, Mäzenatentum, urbane Ästhetik. Ein Beispiel im Spiegel zweier Jahrzehnte.
Der Hobby-Florist. Eine umfassende Anleitung für klassisches und modernes Gestalten mit Zeichnungen von Betty Kothe-Marxmeier und Fotos aus dem  Studio Reinhold Lessmann erschien 1982 bei Ulmer in Stuttgart.
Zum 22. Dezember 1983 wurde das Unternehmen von Reinhold Leßmann im Handelsregister gelöscht.